# Edward Flynn
Edward Flynn   (Nova Orleans, 25 d'octubre de 1909 - Tampa, 7 de febrer de 1976) va ser un boxejador estatunidenc que va competir durant la dècada de 1930.
El 1932 va prendre part en els Jocs Olímpics de Los Angeles, on guanyà la medalla d'or de la categoria del pes wèlter  del programa de boxa, en guanyar la final contra Erich Campe.
Com a boxejador amateur va aconseguir 144 victòries i cap derrota. Entre les victòries destaquen.els campionats dels Estats Units de 1931 i 1932. Una vegada finalitzats els Jocs passà al professionalisme, on lluità fins al 1935 quan s'allistà a l'Exèrcit, on romangué fins a la fi de la Segona Guerra Mundial.
El 2010 va ser inclòs al Saló de la Fama de la Boxa de Florida.